# 平原上的火焰
《平原上的火焰》（英語：Fire on the Plain，原名《平原上的摩西》）是由张骥执导的中国大陆剧情片，改编自作家双雪涛的小说《平原上的摩西》，由周冬雨、刘昊然主演。
该片于2021年入围第69届圣塞巴斯蒂安国际电影节主竞赛单元，并于该年9月21日举行世界首映；中国大陆将于2025年3月8日正式上映。

## 剧情概述
刑警庄树在追查一起出租车杀人案时，意外发现昔日青梅竹马的好友李斐也被牵扯其中，自己也许正是案件的亲历者。庄树一时思绪如潮，层层探寻，揭开了12年前的一段往事——生性顽劣、与家人不睦的少年，一心想要出走的少女，热血固执的警察，在那个破败的东北工业小城内，一场烟火之约让他们的命运在一个大雪纷飞的平安夜发生了彻底的改变。

## 演员表
| 演员   | 角色   | 介绍 |
| ------ | ------ | ---- |
| 周冬雨 | 李斐   |      |
| 刘昊然 | 庄树   |      |
| 唐曾   | 李守廉 |      |
| 梅婷   | 傅东心 |      |
| 袁弘   | 蒋不凡 |      |
| 吕聿来 | 孙天博 |      |
| 陈明昊 | 庄德增 |      |

## 制作
该片原定于2020年1月底开机，后因新冠肺炎疫情推迟。同年3月26日在吉林市开机，剧组除了保证正常的工作之外，对防疫工作也进行了强力执行，于同年5月下旬杀青。

## 宣傳與爭議
2020年6月9日发布杀青海报，同时公布主创阵容。监制刁亦男、导演张骥出席同年10月的第4届平遥国际电影展的开幕片首映礼，并公布30秒的先导预告片。
2021年6月9日发布定档预告及海报，宣布定于该年12月24日在中国大陆上映。同年6月11日，导演张骥、监制刁亦男携主演周冬雨、刘昊然、袁弘出席第24届上海国际电影节红毯。同年9月20日剧组出席北京国际电影节开幕式红毯，导演张骥现场宣布影片更名为《平原上的火焰》。电影改名之事引起外界不少讨论和猜测，身處美国加州的“华人基督徒公义团契”创办人刘贻牧师認為，電影改名实际反映了近年来中国当局消除宗教影响的行为正在持续。同年11月19日发布推广曲《漠河舞厅》MV，由周冬雨、刘昊然、梅婷、袁弘四位主演演唱，将观众带回九十年代的迪斯科舞厅。

## 发行

### 公映
中国大陆原定档2021年12月24日上映；距公映仅三天且已经开始预售的情况下，片方突然宣布撤档，具体原因未公布。2025年2月26日宣布该片定于3月8日在中国大陆正式上映。

### 其它放映
2021年该片入围第69届圣塞巴斯蒂安国际电影节主竞赛单元，当地时间9月21日在电影节举行了全球首映。